# Рагиб Џиндо
Рагиб Џиндо (Округло, код Рогатице, 1923 — Пољице, код Лукавца, новембар 1944) био је учесник Народноослободилачке борбе и народни херој Југославије.

## Биографија
Рођен је 1923. године у селу Округло, код Рогатице. Потиче из сиромашне сељачке породице. Основну школу је завршио у селу Осову, а Грађанску школу у Рогатици. У четвртом разреду гимназије је због „комунистичке делатности“ био избачен из школе. У то време био је члан Савеза комунистичке омладине Југославије. Ипак после овога је поново враћен у школу, а потом је завршио и два разреда Средње техничке школе.
После окупације Краљевине Југославије и успостављања усташке Независне Државе Хрватске, априла 1941. године, припадао је оном делу муслиманског становништва у источној Босни, које није насело на усташке наговоре и није изводило злочине и пљачку над српским становништвом. Заједно са оцем Ћамилом и братом, августа 1941. године, отишао је у партизане. Били су међу првим муслиманским борацима у Романијском партизанском одреду, којим је тада командовао Славиша Вајнер легендарни „Чича са Романије“. У одреду је најпре вршио дужност десетара, а потом водника. Одмах после ступања у партизане, заједно са још пет другова, задржавао је скоро читав дан на Борици, напад чете усташке муслиманске милиције, која је пошла да пали српска села. Новембра 1941. године примљен је у чланство Комунистичке партије Југославије (КПЈ).
Почетком 1942. године, постављен је за политичког комесара чете у Муслиманском партизанском батаљону, који се налазио у саставу Романијског партизанског одреда. У борбама овог батаљона, у Петровићима, код Олова, добровољно се пријавио у бомбашку групу, која је нападајући непријатељске бункере, омогућила батаљону да освоји непријатељско упориште на железничкој станици. После неутралисања непријатељских бункера, Рагиб је био на челу бораца који су на јуриш освојили станичну зграду. Сличан подвиг починио је маја 1942. године, у борби на Погледу, код Власенице, када је као пушкомитраљезац на јуриш заузео непријатељски бункер.
После формирања Шесте источно-босанске ударне бригаде, августа 1942. године, Рагиб је ушао у њен састав. Са овом бригадом је учествовао у многим борбама, а посебно се истакао у борбама бригаде у Срему, као и у борбама са четницима на Малешевцима. У бригади је био познат као пушкомитраљезац и чест добровољац у свим тежим задацима. У току борби током Пете непријатељске офанзиве, јуна 1943. године, постављен је за командира Прве чете Првог батаљона Шесте источно-босанске бригаде. Заједно са својом четом успео је да током битке на Сутјесци, разбије немачки батаљон на Вучеву. Његова чета, са свега осамнаест бораца, имала је задатак да на путу Прача—Горажде штити одступање партизанске болнице. Само у току једног дана, ова малена чета, одбила је чак десет јуриша бројнијих немачких снага.
Октобра 1943. године постављен је за команданта Четврог батаљона Шеснаесте муслиманске бригаде. У борбама током Шесте непријатељске офанзиве, његов батаљон је читавог месеца, водећи тешке борбе, спречавао Немце да продру на Романију. Истакао су и у борби код Кладња, када су непријатељским снагама у помоћ дошли тенкови и борбена возила. Тада је заједно са другим бомбашима, у првим борбеним редовима, јуришао с бензинским флашама на тенкове.
Погинуо је новембра 1944. године у месту Пољице, код Лукавца, у борби са усташама.
Указом Президијума Народне скупштине Федеративне Народне Републике Југославије, 5. јула 1951. године, проглашен је за народног хероја.